# Metropolitana di Sydney
La metropolitana di Sydney (in inglese: Sydney Metro) è una rete di metropolitana in costruzione a Sydney, nel Nuovo Galles del Sud, in Australia.
La prima linea, la Linea Northwest, è stata aperta il 26 maggio 2019, lunga 53 km e serve 21 stazioni, tutte localizzate nei sobborghi a nord della città.
La seconda linea, la Linea City & Southwest, aprirà nel 2024, sarà lunga 30 km e servirà 18 stazioni, attraversando il Port Jackson, la città di Sydney e il distretto affaristico centrale di Sydney.
La metropolitana di Sydney è la rete metropolitana più antica e più grande in Australia e Oceania.

## Storia
Le prime proposte per realizzare una metropolitana a Sydney risalgono agli inizi del XX secolo, quando iniziarono i primi lavori per la realizzazione di tunnel e ponti, poi i lavori vennero interrotti per motivi finanziari. Nel 2001 venne riproposto il progetto quando il coordinatore regionale per le ferrovie Ron Christie affermò che la realizzazione di un sistema di metropolitane indipendente dagli esistenti Sydney Trains, che formano il sistema ferroviario suburbano della città australiana, si sarebbe reso necessario intorno al 2020 per via della crescente domanda.
L'idea di una rete di metropolitane a Sydney riaffiorò nel 2007 e venne inserita nel 2008 nel piano di espansione della rete ferroviaria di Sydney. Tuttavia, a causa dei carenti fondi, il 21 febbraio 2010 è stata annunciata la cancellazione del progetto da parte di Kristina Keneally, governatrice dello Stato del Nuovo Galles del Sud.
Nel 2014 il governo del Nuovo Galles del Sud annunciò la realizzazione del Sydney Rapid Transit, una rete di metropolitana finanziata con la privatizzazione delle infrastrutture elettriche, che avrebbe attraversato la città di Sydney. Con l'inizio dei lavori nel 2015, l'infrastruttura in costruzione ha preso il nome di Sydney Metro.